# The Cat Came Back (film 1909)
The Cat Came Back è un cortometraggio muto del 1909 diretto da Lewin Fitzhamon.

## Trama
Un uomo cerca in tutte le maniere di sbarazzarsi di un gatto.

## Produzione
Il film fu prodotto dalla Hepworth.

## Distribuzione
Distribuito dalla Hepworth, il film - un cortometraggio di 152,4 metri - uscì nelle sale cinematografiche britanniche nel marzo 1909. L'Empire Film Company lo distribuì negli Stati Uniti nel giugno dello stesso anno.
Si conoscono pochi dati del film che, prodotto dalla Hepworth, fu distrutto nel 1924 dallo stesso produttore, Cecil M. Hepworth. Fallito, in gravissime difficoltà finanziarie, il produttore pensò in questo modo di poter almeno recuperare il nitrato d'argento della pellicola.